# Tupaia de ventre daurat
La tupaia de ventre daurat (Tupaia chrysogaster) és una espècie de tupaia de la família dels tupàids. És endèmica d'Indonèsia i està amenaçada per la pèrdua d'hàbitat.